# Obra (Wolsztyn)
Obra ist ein Dorf in Polen.  Es gehört zur Gemeinde Wolsztyn im Powiat Wolsztyński, Woiwodschaft Großpolen und liegt 6 Kilometer südwestlich von Wolsztyn und 69 Kilometer südwestlich von Posen im mittleren Westen von Polen.
Der Ort, der an einem See liegt, wurde 1280 gegründet. Sehenswert ist hier ein Oblatenkloster, dem das Dorf bis zu seiner Aufhebung im Jahre 1835 gehörte. Im Jahre 2021 hatte Obra 2100 Einwohner.